# Ferrovie della Repubblica Islamica dell'Iran
Le Ferrovie della Repubblica Islamica dell'Iran (in persiano شركت راه‌آهن جمهوری اسلامی ایران) è la società pubblica che gestisce il trasporto ferroviario in Iran.
La rete in gestione alla società si estende per 12.998 chilometri.